# Далекі країни
«Далекі країни» (рос. Дальние страны) — радянський художній фільм 1964 року, знятий режисером Марією Федоровою на Кіностудії ім. М. Горького.

## Сюжет
Фільм знято за книгою Аркадія Гайдара "Далекі країни" і розповідає про становлення колгоспів у російській глибинці. На Західний Урал, в одне велике селище, що має промислове значення, приїжджає полковник авіації. Він згадує, як на початку 1930-х років босоногим хлопчиськом бігав тут зі своїм другом. Тоді тут був лише невеликий роз'їзд та маленьке село. Про те, як вони тут жили і вчилися, як стали активними будівельниками нового життя, як мріяли побачити різні країни, як були учасниками Німецько-радянської війни.

## У ролях
- Костянтин Захаров — Васька
- Олександр Гуров — Петька
- Сергій Павліхін — Сергій
- Ірина Гомозова — Віра
- Олена Толгська — Машка
- Андрій Пронін — Пашка
- Микола Смирнов — Іван Нефедович
- Володимир Фролов — Єгор Михайлов
- В'ячеслав Подвиг — Юхим Ігошкін
- Людмила Гнілова — Оленка
- Марія Кремньова — мати Васьки
- Микола Романов — Серафим
- Віктор Маркін — Леонід, геолог
- Володимир Прокоф'єв — Геннадій, геолог
- Констянтин Максимов — Данилов
- Анатолій Кубацький — Петунін
- Вадим Захарченко — Єрмолай
- М. Синицин — Євстигней
- Борис Кордунов — полковник
- Андрій Загорський — маленький Васька
- Марина Гаврилко — Петуніна
- Зоя Толбузіна — колгоспниця
- В. Кудрявцев — епізод
- М. Каратаєв — епізод
- Геннадій Петров — епізод
- Варвара Попова — Клавдія, дружина Серафима
- Т. Попова — епізод
- Є. Репніна — епізод
- Манефа Соболевська — Анастасія
- Віктор Сальников — епізод
- Микола Юдін — старий колгоспник

## Знімальна група
- Режисер — Марія Федорова
- Сценарист — Борис Медовой
- Оператор — Граїр Гарибян
- Композитор — Еміль Захаров
- Художник — Петро Галаджев